# Arothron carduus
Arothron carduus är en fiskart som först beskrevs av Theodore Edward Cantor 1849.  Arothron carduus ingår i släktet Arothron och familjen blåsfiskar. Inga underarter finns listade i Catalogue of Life.